# Damalasaurus
Genre
Espèces de rang inférieur
- † Damalasaurus laticostalis
- † Damalasaurus magnus

Damalasaurus est un genre éteint informel (nomen nudum) de dinosaures sauropodes du Jurassique inférieur retrouvé dans le groupe de Daye (en), au Tibet. Sa position au sein des sauropodes est mal connue. 
Deux espèces y sont rattachées : Damalasaurus laticostalis et Damalasaurus magnus. Elles ont été découvertes en Chine dans la région autonome du Tibet.